# 兵庫県道186号花屋敷停車場線
兵庫県道186号花屋敷停車場線（ひょうごけんどう186ごう はなやしきていしゃじょうせん）は、兵庫県川西市を通る一般県道である。

## 概要
川西市花屋敷1丁目から川西市寺畑1丁目に至る。阪急宝塚本線 雲雀丘花屋敷駅はもともと宝塚市側にある雲雀丘駅と花屋敷駅を統合するかたちでできた。兵庫県道186号花屋敷停車場線は旧花屋敷駅側が起点のため、やや現在の駅より東側が起点となっている。

### 路線データ
- 起点：川西市花屋敷1丁目（阪急宝塚本線 雲雀丘花屋敷駅東）
- 終点：川西市寺畑1丁目（寺畑1丁目交差点、国道176号交点）
- 総延長：173 m

## 地理

### 通過する自治体
- 川西市

### 交差する道路
| 交差する道路 | 交差する場所 | 交差する場所     |
| ------------ | ------------ | ---------------- |
| 国道176号    | 寺畑1丁目    | 寺畑1丁目 / 終点 |

### 交差する鉄道
- 阪急宝塚本線

### 沿線
- 阪急宝塚本線 雲雀丘花屋敷駅
- JR西日本福知山線 川西池田駅